# Myrmecoptinus tamdaoensis
Myrmecoptinus tamdaoensis is een keversoort uit de familie klopkevers (Ptinidae). De wetenschappelijke naam van de soort werd in 1999 gepubliceerd door Borowski & Wegrzynowicz.